# Diyojen
Diyojen (osmanisch: دیوژن; İA: Diyojen; deutsch: „Diogenes“) war die erste osmanischsprachige Satirezeitschrift des Osmanischen Reichs. Die erste Ausgabe wurde am 24. November 1870 von Teodor Kasap (1835–1897), einem Satiriker, in Istanbul herausgegeben. Sie erschien wöchentlich in drei Jahrgängen und wurde 1873 nach insgesamt 183 Ausgaben endgültig verboten. Neben Satirebeiträgen wurde die Zeitschrift für ihre Karikaturen sowie Übersetzungen französischer Literatur bekannt. Kasap, der auch Journalist und Theaterautor war, brachte nach dem Verbot noch weitere satirische Zeitschriften heraus. In Hayal („Phantasie“ oder „Illusion“), die von 1873 bis 1877 bestand, kritisierte er u. a. mittels Karikaturen und Satirebeiträgen den willkürlichen Umgang mit den Pressegesetzen.